# فرانكي فان در إلست
فرانكي فان در إلست، من مواليد 30 أبريل 1961 في نينو في بلجيكا، لاعب كرة قدم بلجيكي سابق، وهو مدرب كرة قدم حالي، وقد اختاره بيليه ضمن قائمة أفضل 125 لاعب حي.
و قد أمضى فان در إلست معظم مسيرته الكروية مع نادي كلوب بروج، وقد لعب في 86 مباراة مع منتخب بلجيكا لكرة القدم، وقد شارك في بطولة كأس العالم لكرة القدم 1986 بطولة كأس العالم لكرة القدم 1990 وبطولة كأس العالم لكرة القدم 1994 وبطولة كأس العالم لكرة القدم 1998.
و هو يعتبر أسطورة نادي كلوب بروج، ويعد في بلجيكا أسطورة كرة القدم في البلاد.

## مسيرته الكروية
لعب فرانكي فان در إلست خلال مسيرته الاحترافية مع ناديين في واحد وعشرون موسمًا وسجل خلالها 20 هدف ضمن 569 مباراة. حيث فاز في أربعة مواسم بالكأس وفي خمسة مواسم بالدوري.
خاض فرانكي فان در إلست مسيرته مع نادي ريسنغ وايت ديرنغ مولنبيك في موسم 1978–79 ليلعب معه ستة مواسم، مشاركًا في 103 مباراة سجل خلالها 5 أهداف. ثم انتقل إلى نادي كلوب بروج في موسم 1984–85 ليلعب معه خمسة عشر موسمًا، حيث شارك في 466 مباراة سجل خلالها 15 هدفًا.

## روابط خارجية
- فرانكي فان در إلست على موقع الاتحاد الدولي (مؤرشف)  (الإنجليزية)
- فرانكي فان در إلست على موقع الاتحاد البلجيكي (الإنجليزية)
- فرانكي فان در إلست على موقع قاعدة بيانات كرة القدم.إي يو (الإنجليزية)
- فرانكي فان در إلست على موقع ناشيونال فوتبول تيمز (الإنجليزية)
- فرانكي فان در إلست على موقع Soccerbase.com (مدرب) (الإنجليزية)
- فرانكي فان در إلست على موقع عالم كرة القدم.نت (الإنجليزية)